# Ekstraklasa 2016-2017
L'Ekstraklasa 2016-2017, nota anche come Lotto Ekstraklasa 2016-2017 per ragioni di sponsorizzazione, fu la 91ª edizione della massima serie del campionato polacco di calcio, l'83ª edizione nel formato di campionato. La stagione iniziò il 15 luglio 2016 e si concluse il 4 giugno 2017. Il Legia Varsavia vinse il campionato per la dodicesima volta nella sua storia, la seconda consecutiva.

## Stagione

### Novità
Dalla Ekstraklasa 2015-2016 vennero retrocessi in I liga il Górnik Zabrze e il Podbeskidzie, mentre dalla I liga 2015-2016 vennero promossi l'Arka Gdynia e il Wisła Płock, al ritorno in Ekstraklasa dopo cinque e nove anni, rispettivamente. Prima dell'inizio della stagione il Termalica Bruk-Bet Nieciecza ha cambiato denominazione in Bruk-Bet Termalica Nieciecza.

### Formula
Il campionato si svolgeva in due fasi: nella prima le sedici squadre partecipanti si affrontavano in un girone all'italiana con partite di andata e ritorno, per un totale di 30 giornate. Successivamente, le squadre venivano divise in due gruppi in base alla classifica: le prime otto formavano un nuovo girone e competevano per il titolo e la qualificazione alle competizioni europee; le ultime otto, invece, lottavano per non retrocedere in I liga. Nella seconda fase le squadre portavano metà dei punti conquistati nella prima fase. Al termine della competizione, nel girone per il titolo, la squadra prima classificata era campione di Polonia e si qualificava per il secondo turno della UEFA Champions League 2017-2018, mentre le squadre classificate al secondo e al terzo posto si qualificavano per il primo turno della UEFA Europa League 2017-2018, assieme alla vincitrice della Coppa di Polonia ammessa direttamente al secondo turno. Nel girone per la salvezza le ultime due classificate venivano retrocesse direttamente in I liga.

## Squadre partecipanti
| Club            | Stagione | Città     | Stadio                 | Stagione precedente      |
| --------------- | -------- | --------- | ---------------------- | ------------------------ |
| Arka Gdynia     |          | Gdynia    | Stadion GOSiR          | 1º posto in I liga       |
| Górnik Łęczna   |          | Łęczna    | Stadion Górnika Łęczna | 14º posto in Ekstraklasa |
| Jagiellonia     |          | Białystok | Stadion Miejski        | 11º posto in Ekstraklasa |
| Korona Kielce   |          | Kielce    | Stadion Miejski        | 12º posto in Ekstraklasa |
| KS Cracovia     |          | Cracovia  | Stadion Cracovii       | 4º posto in Ekstraklasa  |
| Lech Poznań     |          | Poznań    | Stadion Miejski        | 7º posto in Ekstraklasa  |
| Lechia Danzica  |          | Danzica   | Stadion Energa Gdańsk  | 5º posto in Ekstraklasa  |
| Legia Varsavia  | dettagli | Varsavia  | Pepsi Arena            | Campione di Polonia      |
| Nieciecza       |          | Nieciecza | Stadion Bruk-Bet       | 13º posto in Ekstraklasa |
| Piast Gliwice   |          | Gliwice   | Stadion Piasta Gliwice | 2º posto in Ekstraklasa  |
| Pogoń Stettino  |          | Stettino  | Stadion Miejski        | 6º posto in Ekstraklasa  |
| Ruch Chorzów    |          | Chorzów   | Stadion Ruchu Chorzów  | 8º posto in Ekstraklasa  |
| Śląsk Breslavia |          | Breslavia | Stadion Miejski        | 10º posto in Ekstraklasa |
| Wisła Cracovia  |          | Cracovia  | Stadion Miejski        | 9º posto in Ekstraklasa  |
| Wisła Płock     |          | Cracovia  | Stadion Miejski        | 2º posto in I liga       |
| Zagłębie Lubin  |          | Lubin     | Dialog Arena           | 3º posto in Ekstraklasa  |

## Prima fase

### Classifica finale
|  | Pos. | Squadra           | Pt | G  | V  | N  | P  | GF | GS | DR  |
|  | ---- | ----------------- | -- | -- | -- | -- | -- | -- | -- | --- |
|  | 1.   | Jagiellonia       | 59 | 30 | 18 | 5  | 7  | 56 | 31 | +25 |
|  | 2.   | Legia Varsavia    | 58 | 30 | 17 | 7  | 6  | 58 | 30 | +28 |
|  | 3.   | Lech Poznań       | 55 | 30 | 16 | 7  | 7  | 50 | 22 | +28 |
|  | 4.   | Lechia Danzica    | 53 | 30 | 16 | 5  | 9  | 46 | 37 | +9  |
|  | 5.   | Wisła Cracovia    | 44 | 30 | 13 | 5  | 12 | 45 | 46 | -1  |
|  | 6.   | Pogoń Stettino    | 42 | 30 | 10 | 12 | 8  | 47 | 40 | +7  |
|  | 7.   | Nieciecza         | 42 | 30 | 12 | 6  | 12 | 31 | 38 | -7  |
|  | 8.   | Korona Kielce     | 39 | 30 | 12 | 3  | 15 | 39 | 55 | -16 |
|  | 9.   | Wisła Płock       | 39 | 30 | 10 | 9  | 11 | 42 | 44 | -2  |
|  | 10.  | Zagłębie Lubin    | 39 | 30 | 10 | 9  | 11 | 37 | 36 | +1  |
|  | 11.  | Śląsk Breslavia   | 34 | 30 | 8  | 10 | 12 | 34 | 45 | -11 |
|  | 12.  | Arka Gdynia       | 31 | 30 | 8  | 7  | 15 | 37 | 50 | -13 |
|  | 13.  | KS Cracovia       | 31 | 30 | 6  | 13 | 11 | 38 | 43 | -5  |
|  | 14.  | Ruch Chorzów (-4) | 30 | 30 | 10 | 4  | 16 | 37 | 46 | -9  |
|  | 15.  | Piast Gliwice     | 30 | 30 | 7  | 9  | 14 | 31 | 49 | -18 |
|  | 16.  | Górnik Łęczna     | 30 | 30 | 7  | 9  | 14 | 36 | 52 | -16 |

Legenda:
      Ammessa al girone per il titolo.
      Ammessa al girone per la salvezza.
Note:
Tre punti a vittoria, uno a pareggio, zero a sconfitta.
La classifica viene stilata secondo i seguenti criteri:
- Punti conquistati
- Punti conquistati negli scontri diretti
- Differenza reti negli scontri diretti
- Reti realizzate negli scontri diretti
- Goal fuori casa negli scontri diretti (solo tra due squadre)
- Differenza reti generale
- Reti totali realizzate
- Classifica fair-play
- Sorteggio

Il Ruch Chorzów ha scontato 4 punti di penalizzazione per irregolarità finanziarie.

### Risultati
|                | Jag  | Leg  | LcP  | LcD  | WiK  | Pog  | Nie  | Kor  | WiP  | Zag  | Ślą  | ArG  | KSC  | Ruc  | Pia  | GŁę  |
| -------------- | ---- | ---- | ---- | ---- | ---- | ---- | ---- | ---- | ---- | ---- | ---- | ---- | ---- | ---- | ---- | ---- |
| Jagellonia     | –––– | 1-4  | 2-1  | 0-1  | 2-1  | 0-0  | 1-0  | 4-1  | 1-2  | 1-2  | 4-1  | 4-1  | 0-0  | 4-1  | 2-0  | 5-0  |
| Legia Varsavia | 1-1  | –––– | 2-1  | 3-0  | 1-0  | 2-0  | 1-1  | 0-0  | 2-2  | 2-3  | 0-0  | 1-3  | 2-0  | 1-3  | 0-0  | 5-0  |
| Lech Poznań    | 0-2  | 1-2  | –––– | 1-0  | 1-1  | 3-1  | 3-0  | 1-0  | 2-0  | 0-2  | 3-0  | 0-0  | 2-1  | 3-0  | 2-0  | 0-0  |
| Lechia Danzica | 3-0  | 1-2  | 2-1  | –––– | 3-1  | 1-1  | 1-2  | 3-2  | 2-1  | 1-0  | 3-0  | 2-1  | 4-2  | 2-1  | 3-2  | 3-0  |
| Wisła Cracovia | 3-1  | 0-0  | 0-0  | 3-0  | –––– | 2-1  | 2-0  | 2-0  | 3-2  | 1-0  | 1-5  | 5-1  | 1-1  | 1-2  | 1-0  | 3-2  |
| Pogoń Stettino | 0-0  | 3-2  | 0-3  | 3-1  | 6-2  | –––– | 5-0  | 1-1  | 1-1  | 1-1  | 0-2  | 5-1  | 1-1  | 2-1  | 2-1  | 1-1  |
| Nieciecza      | 0-0  | 2-1  | 0-0  | 1-1  | 2-3  | 2-0  | –––– | 1-3  | 0-0  | 0-1  | 1-2  | 2-0  | 3-2  | 0-0  | 1-0  | 2-1  |
| Korona Kielce  | 1-2  | 2-4  | 4-1  | 2-0  | 1-0  | 4-1  | 0-1  | –––– | 4-2  | 2-1  | 1-2  | 1-0  | 3-0  | 1-0  | 1-1  | 2-1  |
| Wisła Płock    | 1-0  | 2-3  | 0-3  | 2-1  | 2-3  | 2-0  | 1-0  | 1-2  | –––– | 2-1  | 1-1  | 0-0  | 4-1  | 4-3  | 0-0  | 1-2  |
| Zagłębie Lubin | 3-4  | 1-3  | 0-3  | 1-2  | 2-2  | 1-1  | 2-0  | 4-0  | 1-2  | –––– | 1-1  | 1-0  | 1-1  | 0-1  | 2-1  | 0-0  |
| Śląsk Wrocław  | 0-4  | 0-4  | 0-0  | 0-0  | 1-0  | 1-1  | 1-2  | 3-0  | 0-0  | 2-1  | –––– | 0-2  | 2-2  | 1-2  | 3-4  | 2-2  |
| Arka Gdynia    | 2-3  | 0-1  | 1-4  | 1-1  | 3-0  | 0-3  | 1-3  | 4-1  | 1-1  | 1-1  | 2-0  | –––– | 1-0  | 3-0  | 1-2  | 2-4  |
| Cracovia       | 1-3  | 1-2  | 1-1  | 0-1  | 2-1  | 1-1  | 1-3  | 6-0  | 1-0  | 1-1  | 1-0  | 1-1  | –––– | 1-1  | 5-1  | 1-1  |
| Ruch Chorzów   | 1-2  | 0-2  | 0-5  | 2-1  | 1-0  | 1-2  | 0-1  | 4-0  | 2-2  | 1-2  | 2-0  | 1-2  | 0-1  | –––– | 0-0  | 2-1  |
| Piast Gliwice  | 0-1  | 1-5  | 0-3  | 1-1  | 1-2  | 0-2  | 2-1  | 1-0  | 2-1  | 0-0  | 1-1  | 3-2  | 2-2  | 2-1  | –––– | 3-3  |
| Górnik Łęczna  | 0-2  | 1-0  | 1-2  | 1-2  | 3-1  | 2-2  | 3-0  | 4-0  | 2-3  | 0-1  | 0-3  | 0-0  | 0-0  | 0-4  | 1-0  | –––– |

## Girone per il titolo
I punti conquistati nella stagione regolare venivano dimezzati.

### Classifica finale
|  | Pos. | Squadra        | Pt | G  | V  | N  | P  | GF | GS | DR  |
|  | ---- | -------------- | -- | -- | -- | -- | -- | -- | -- | --- |
|  | 1.   | Legia Varsavia | 44 | 37 | 21 | 10 | 6  | 70 | 31 | +39 |
|  | 2.   | Jagiellonia    | 42 | 37 | 21 | 8  | 8  | 64 | 39 | +25 |
|  | 3.   | Lech Poznań    | 42 | 37 | 20 | 9  | 8  | 62 | 29 | +33 |
|  | 4.   | Lechia Danzica | 42 | 37 | 20 | 8  | 9  | 57 | 37 | +20 |
|  | 5.   | Korona Kielce  | 28 | 37 | 14 | 5  | 18 | 47 | 65 | -18 |
|  | 6.   | Wisła Cracovia | 26 | 37 | 14 | 6  | 17 | 54 | 57 | -3  |
|  | 7.   | Pogoń Stettino | 25 | 37 | 11 | 13 | 13 | 51 | 54 | -3  |
|  | 8.   | Nieciecza      | 25 | 37 | 13 | 7  | 17 | 35 | 55 | -20 |

Legenda:
      Campione di Polonia e ammessa alla UEFA Champions League 2017-2018.
      Ammessa alla UEFA Europa League 2017-2018.
Note:
Tre punti a vittoria, uno a pareggio, zero a sconfitta.
La classifica viene stilata secondo i seguenti criteri:
- Punti conquistati
- Punti conquistati negli scontri diretti
- Differenza reti negli scontri diretti
- Reti realizzate negli scontri diretti
- Goal fuori casa negli scontri diretti (solo tra due squadre)
- Differenza reti generale
- Reti totali realizzate
- Classifica fair-play
- Sorteggio

### Risultati
|                | Leg  | Jag  | LcP  | Leg  | Kor  | WiC  | Pog  | Nie  |
| -------------- | ---- | ---- | ---- | ---- | ---- | ---- | ---- | ---- |
| Legia Varsavia | –––– |      | 2-0  | 0-0  |      | 1-1  |      | 6-0  |
| Jagiellonia    | 0-0  | –––– | 2-2  |      |      | 2-0  | 1-0  |      |
| Lech Poznań    |      |      | –––– | 0-0  | 3-2  | 2-1  | 2-0  |      |
| Lechia Danzica |      | 4-0  |      | –––– | 0-0  |      | 4-0  | 2-0  |
| Korona Kielce  | 0-1  | 1-1  |      |      | –––– | 3-2  |      |      |
| Wisła Cracovia |      |      |      | 0-1  |      | –––– | 4-0  | 1-2  |
| Pogoń Stettino | 0-2  |      |      |      | 3-0  |      | –––– | 1-1  |
| Nieciecza      |      | 1-2  | 0-3  |      | 0-2  |      |      | –––– |

## Girone per la salvezza
I punti conquistati nella stagione regolare venivano dimezzati.

### Classifica finale
|  | Pos. | Squadra         | Pt | G  | V  | N  | P  | GF | GS | DR  |
|  | ---- | --------------- | -- | -- | -- | -- | -- | -- | -- | --- |
|  | 9.   | Zagłębie Lubin  | 34 | 37 | 14 | 11 | 12 | 51 | 45 | +6  |
|  | 10.  | Piast Gliwice   | 31 | 37 | 12 | 10 | 15 | 45 | 54 | -9  |
|  | 11.  | Śląsk Breslavia | 29 | 37 | 12 | 10 | 15 | 49 | 52 | -3  |
|  | 12.  | Wisła Płock     | 28 | 37 | 12 | 11 | 14 | 49 | 57 | -8  |
|  | 13.  | Arka Gdynia     | 24 | 37 | 10 | 9  | 18 | 44 | 60 | -16 |
|  | 14.  | KS Cracovia     | 24 | 37 | 8  | 15 | 14 | 45 | 52 | -7  |
|  | 15.  | Górnik Łęczna   | 22 | 37 | 9  | 10 | 18 | 47 | 63 | -16 |
|  | 16.  | Ruch Chorzów    | 19 | 37 | 10 | 8  | 19 | 42 | 62 | -20 |

Legenda:
      Ammessa alla UEFA Europa League 2017-2018.
      Retrocessa in I liga 2017-2018.
Note:
Tre punti a vittoria, uno a pareggio, zero a sconfitta.
La classifica viene stilata secondo i seguenti criteri:
- Punti conquistati
- Punti conquistati negli scontri diretti
- Differenza reti negli scontri diretti
- Reti realizzate negli scontri diretti
- Goal fuori casa negli scontri diretti (solo tra due squadre)
- Differenza reti generale
- Reti totali realizzate
- Classifica fair-play
- Sorteggio

### Risultati
|                | Zag  | Pia  | Ślą  | WiP  | ArG  | KSC  | GŁę  | Ruc  |
| -------------- | ---- | ---- | ---- | ---- | ---- | ---- | ---- | ---- |
| Zagłębie Lubin | –––– | 3-1  | 2-0  |      | 1-3  | 2-2  |      |      |
| Piast Gliwice  |      | –––– | 2-0  | 4-0  |      |      | 2-1  |      |
| Śląsk Wrocław  |      |      | –––– |      | 4-1  | 2-0  | 0-2  | 6-0  |
| Wisła Płock    | 1-2  |      | 0-3  | –––– |      | 1-1  |      | 1-1  |
| Arka Gdynia    |      | 1-1  |      | 0-1  | –––– |      | 1-0  | 1-1  |
| Cracovia       |      | 0-1  |      |      | 2-0  | –––– |      | 2-0  |
| Górnik Łęczna  | 1-3  |      |      | 2-3  |      | 3-0  | –––– |      |
| Ruch Chorzów   | 1-1  | 0-3  |      |      |      |      | 2-2  | –––– |

## Statistiche

### Classifica marcatori
Fonte: 90minut.pl
| Gol |  |  | Giocatore            | Squadra                              |
| --- |  |  | -------------------- | ------------------------------------ |
| 18  |  |  | Marco Paixão         | Lechia Danzica                       |
| 18  |  |  | Marcin Robak         | Lech Poznań                          |
| 13  |  |  | Konstantin Vassiljev | Jagiellonia                          |
| 12  |  |  | Rafał Boguski        | Wisła Cracovia                       |
| 12  |  |  | Fiodor Černych       | Jagiellonia                          |
| 12  |  |  | Adam Frączczak       | Pogoń Stettino                       |
| 12  |  |  | Nemanja Nikolić      | Legia Varsavia                       |
| 12  |  |  | Krzysztof Piątek     | Zagłębie Lubin (1), KS Cracovia (11) |